# Đạo (nước)
Đạo (tiếng Trung: 道; bính âm: Dào) là một nước chư hầu của nhà Chu, nước này nằm ở phần phía nam của huyện Nhữ Nam, tỉnh Hà Nam. Đạo tồn tại dưới cái bóng của Sở, một thế lực láng giềng hùng mạnh đang bị Tề kìm hãm. Trong thời gian Tề Hoàn công cai trị, Tề vẫn còn là một trong Ngũ Bá và duy trì quan hệ hữu hảo với Đạo cùng với các tiểu quốc chư hầu nhỏ khác chẳng hạn như Giang (江), Hoàng (黃) và Bá (柏). Khi Hoàn công mất vào năm 643 TCN, Tề xảy ra nội loạn nên thế nhược, Sở đã nắm lấy cơ hội này để mở rộng lãnh thổ lên phía bắc. Dân nước Đạo được tái định cư tại một nơi gọi là Kinh Địa (荊地) cho đến khi Sở Bình vương lên ngôi và cho khôi phục lại nước Đạo trên đất cũ. Đạo cuối cùng bị Sở diệt mặc dù vẫn chưa rõ thời điểm xảy ra việc này. Con cháu đời sau của nước Đạo muốn giữ gìn quốc tính nên xưng họ Đạo.